# Luppy
Luppy là một xã trong vùng Grand Est, thuộc tỉnh Moselle, quận Metz-Campagne, tổng Pange. Tọa độ địa lý của xã là 48° 58' vĩ độ bắc, 06° 20' kinh độ đông. Luppy nằm trên độ cao trung bình là 260 mét trên mực nước biển, có điểm thấp nhất là 238 mét và điểm cao nhất là 311 mét. Xã có diện tích 16,26 km², dân số vào thời điểm 1999 là 483 người; mật độ dân số là 29 người/km². Luppy nằm về phía đông của Metz.

## Thông tin nhân khẩu
| 1962 | 1968 | 1975 | 1982 | 1990 | 1999 |
| ---- | ---- | ---- | ---- | ---- | ---- |
| 285  | 285  | 287  | 390  | 461  | 483  |